# Ламек (лунный кратер)
Кратер Ламек (лат. Lamèch) — небольшой ударный кратер в северо-восточной части гор Кавказ на видимой стороне Луны. Название присвоено в честь французского метеоролога и селенографа Феликса Ламека (1894—1962) и утверждено Международным астрономическим союзом в 1935 г. 

## Описание кратера

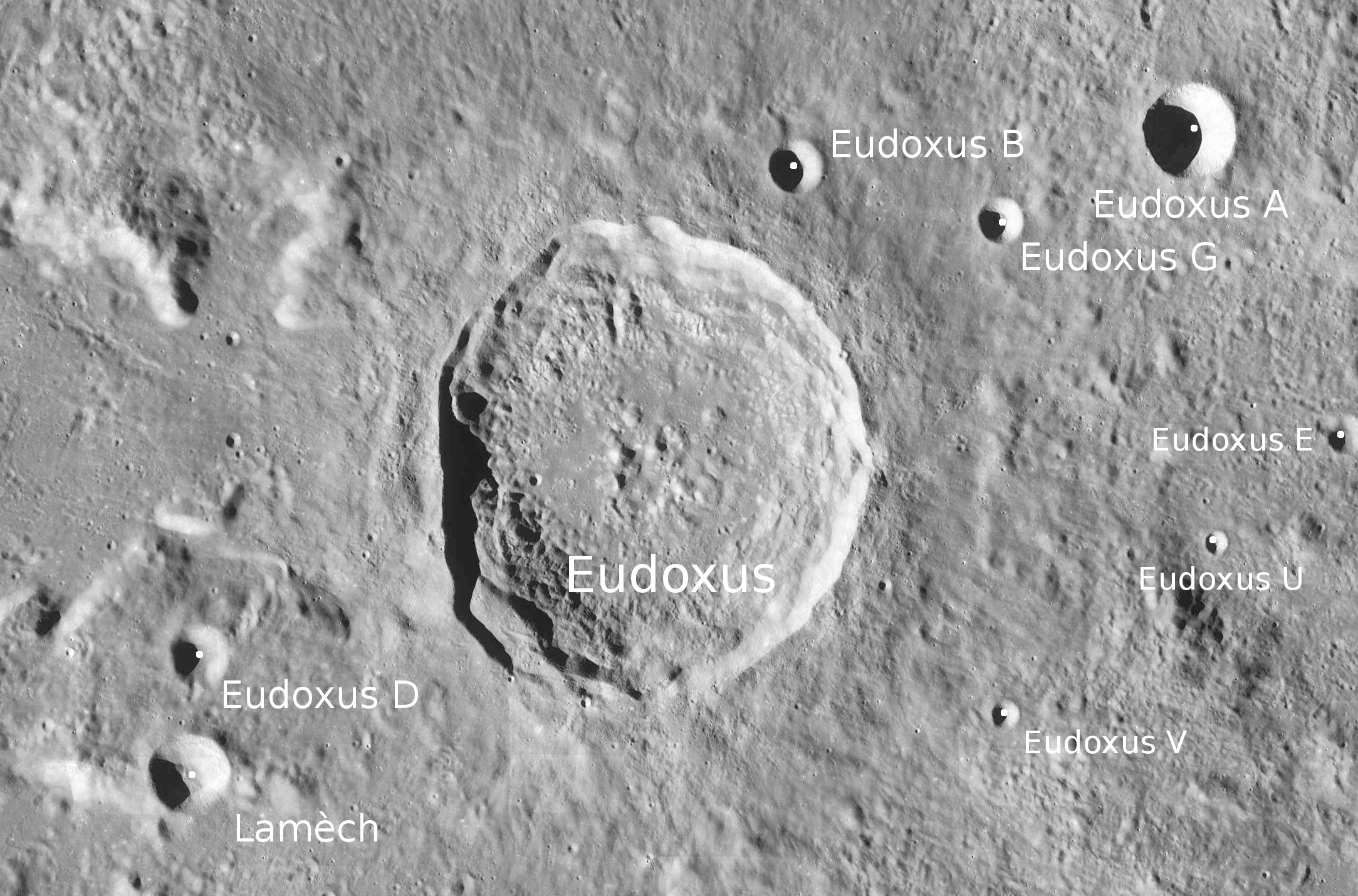
Окрестности кратера Ламек. Снимок зонда Lunar Reconnaissance Orbiter.

Ближайшими соседями кратера являются кратер Евдокс на северо-востоке; кратер Александр на юге; кратер Калипп на юге-юго-западе и кратер Кассини на юго-западе. На западе от кратера находится Море Дождей, на северо-западе горы Альпы; на востоке Озеро Смерти; на юго-востоке Озеро Сновидений; на юге Море Ясности. Селенографические координаты центра кратера 42°47′ с. ш. 13°09′ в. д. / 42,79° с. ш. 13,15° в. д., диаметр 12,4 км, глубина 1,46 км.
Кратер Ламек имеет циркулярную чашеобразную форму и практически не разрушен. Кромка вала несколько сглажена, гладкий внутренний склон спускается к небольшому участку плоского дна диаметром приблизительно в четверть диаметра кратера. Высота вала над окружающей местностью достигает 490 м. По морфологическим признакам кратер относится к типу BIO (по названию типичного представителя этого класса — кратера Био). 
На западе от кратера находится интересный L-образный пик, получивший неофициальное название «Эльбрус».

## Сателлитные кратеры
Отсутствуют.

## См.также
- Список кратеров на Луне
- Лунный кратер
- Морфологический каталог кратеров Луны
- Планетная номенклатура
- Селенография
- Минералогия Луны
- Геология Луны
- Поздняя тяжёлая бомбардировка